# Frontera entre Nova Zelanda i Kiribati
La frontera entre Nova Zelanda i Kiribati es completament marítima i es troba a l'oceà Pacífic. Delimita la zona econòmica exclusiva entre els dos països i està composta de dos segments
- el primer separa les illes de la Línia de les illes Cook (895 km)
- la segona separa les illes Fènix de Tokelau (798 km)

## Illes Cook - Illes de la Línia
El tractat és compost de 14 punts
- Punt 1 : 5°47'28.32"S., 159°17'29.32"O.
- Punt 2 : 5°48'01.82"S., 159°16'32.84"O.
- Punt 3 : 6°22'39.85"S., 158°23'04.76"O.
- Punt 4 : 6°33'39.85"S., 158°06'03.28"O.
- Punt 5 : 6°50'09.53"S., 157°39'52.88"O.
- Punt 6 : 7°02'49.11"S., 157°19'34.08"O.
- Punt 7 : 7°22'48.32"S., 156°46'32.03"O.
- Punt 8 : 7°55'05.21"S., 155°54'35.54"O.
- Punt 9 : 8°30'30.12"S., 154°54'17.69"O. (Creuament dels segments)
- Punt 10 : 9°13'35.41"S., 155°02'23.87"O.
- Punt 11 : 9°50'40.75"S., 155°09'23.35"O.
- Punt 12 : 11°00'19.63"S., 155°22'34.06"O.
- Punt 13 : 11°21'34.89"S., 155°26'22.91"O.
- Punt 14 : 11°22'36.36"S., 155°26'34.31"O.

## Tokelau - Illes Fènix
El tractat és compost de 5 punts
- Punt 1 : 7°47'05.58"S., 175°47'52.75"O.
- Punt 2 : 6°27'59.14"S., 173°13'09.15"O.
- Punt 3 : 6°35'52.13"S., 171°33'07.73"O.
- Punt 4 : 6°53'36.29"S., 170°34'15.37"O.
- Punt 5 : 6°52'53.31"S., 168°54'33.51"O.